# جبريل توريس
جبريل توريس (بالإسبانية: Gabriel Torres)‏ (و. 1988  م) هو لاعب كرة قدم، من بنما، ولد في مدينة بنما، يلعب كمهاجم.

## روابط خارجية
- جبريل توريس على موقع الاتحاد الدولي (مؤرشف)  (الإنجليزية)
- جبريل توريس على موقع الدوري الأمريكي (الإنجليزية)
- جبريل توريس على موقع قاعدة بيانات كرة القدم.إي يو (الإنجليزية)
- جبريل توريس على موقع ناشيونال فوتبول تيمز (الإنجليزية)
- جبريل توريس على موقع Soccerbase.com (لاعب) (الإنجليزية)
- جبريل توريس على موقع Soccerway.com (الإنجليزية)
- جبريل توريس على موقع عالم كرة القدم.نت (الإنجليزية)
- جبريل توريس على موقع AS.com (الإسبانية)